# Penstemon concinnus
Penstemon concinnus är en grobladsväxtart som beskrevs av Karl Keck. Penstemon concinnus ingår i släktet penstemoner, och familjen grobladsväxter. Inga underarter finns listade i Catalogue of Life.